# Telipogon eberhardtii
Telipogon eberhardtii är en orkidéart som beskrevs av Lothar Alfred Braas. Telipogon eberhardtii ingår i släktet Telipogon och familjen orkidéer.
Artens utbredningsområde är Colombia. Inga underarter finns listade i Catalogue of Life.